# Kazimierz Pająk
Kazimierz Tadeusz Pająk (ur. 10 lipca 1953, zm. 19 lipca 2020) – polski ekonomista i samorządowiec, prof. dr hab., rektor Państwowej Uczelni Stanisława Staszica w Pile.

## Życiorys
W 1977 ukończył studia historyczne na Uniwersytecie im. Adama Mickiewicza. Obronił pracę doktorską, 1 stycznia 1985 habilitował się na podstawie pracy zatytułowanej Rola szczecińskiego ośrodka naukowego w rozwoju nauki w Polsce Ludowej 1945–1980. 4 listopada 1999 nadano mu tytuł profesora w zakresie nauk humanistycznych. Pracował w Akademii Wojsk Lądowych imienia generała Tadeusza Kościuszki.
Został zatrudniony na stanowisku profesora w Instytucie Stosowanych Studiów Społecznych Państwowej Uczelni Stanisława Staszica w Pile, oraz profesora nadzwyczajnego w Katedrze Teorii Organizacji i Zarządzania na Wydziale Zarządzania Uniwersytetu Ekonomicznego w Poznaniu.
Był profesorem zwyczajnym w Instytucie Ekonomicznym, rektorem Państwowej Wyższej Szkole Zawodowej im. Stanisława Staszica w Pile, kierownikiem w Katedrze Polityki Gospodarczej i Samorządowej na Wydziale Ekonomii Uniwersytetu Ekonomicznego w Poznaniu, a także członkiem Komitetu Nauk Politycznych Polskiej Akademii Nauk.
Odznaczony Krzyżem Kawalerskim (2004) i Oficerskim (2011) Orderu Odrodzenia Polski.
Zmarł 19 lipca 2020.